# Покрајина Сорија
Покрајина Сорија (шп. Provincia de Soria) је покрајина Шпаније у аутономној заједници Кастиља и Леон. Главни град је Сорија.